# Bezaubernde Marie
Bezaubernde Marie ist ein deutscher Fernsehfilm aus dem Jahr 2007. Der Familienfilm wurde vom 25. Januar bis 23. Februar 2006 in Leipzig und Wurzen gedreht. Seine Erstausstrahlung hatte er am 23. März 2007 im Ersten. Dabei wurde er von 4,53 Mio. Zuschauern gesehen, was einem Marktanteil von etwa 14,3 Prozent entsprach. Mit Immer Wirbel um Marie wurde 2008 eine zweite Folge gedreht und am 17. Oktober 2008 im Ersten ausgestrahlt.

## Handlung
Die Buchhändlerin Marie Meyer ist von Natur aus eine hilfsbereite Frau. Mit ihrem liebenswürdigen Wesen steht sie für ihre Mitmenschen ein. So hilft sie auch dem an Asthma leidenden Tommy. Dabei findet sie heraus, dass dessen Eltern schwere Probleme haben. Um gegen Tommys schwere Krankheit anzugehen, nimmt sie sich vor, die Konflikte in dessen Familie zu lösen. Dabei hat sie genügend eigene Probleme, denn ihr kleines Lese-Café ist hochverschuldet und steht kurz vor der Zahlungsunfähigkeit, da die Banken ihr keine neuen Kredite und erst recht keinen Zahlungsaufschub gewähren.

## Kritiken
„Familienfilm mit märchenhaften Zügen, der eine überschaubare Geschichte mit Sinn für Humor, aber ohne sonderlichen Realitätssinn erzählt.“

„Regisseur Peter Weissflog […] drehte mit ‚Bezaubernde Marie‘ einen typischen Gut-Menschen-Film ohne sonderlich großen Tiefgang, der ganz auf seine Hauptdarstellerin Marianne Sägebrecht zugeschnitten ist.“

„Wohlmeinendes Kasperletheater – rührselig und beinahe humorfrei. [Fazit:] Bei aller Liebe: eher einseifend als bezaubernd“